# 東海橋
24°10′37″N 120°37′37″E / 24.177°N 120.627°E
東海橋，為臺灣公路橋樑之一，位於臺灣大道上安和路與環中路路段之間，緊鄰臺中交流道西側，是臺中市橫跨筏子溪的重要橋樑。

## 歷史
本橋歷史悠久，原名為水崛頭橋，後因東海大學成立，經此橋可往東海大學，故更名為東海橋。東海橋原橋長約80公尺，為了因應台中港路（今臺灣大道）日益增加之車流負荷及道路品質之需求，並改善筏子溪該河段易生水患的問題，臺中市政府於2008年進行東海橋改建工程，改建工程包括拓寬東海橋下筏子溪及增長橋面長度及墊高橋底基座，於2008年12月開工動土。工程期間為了避免衝擊臺中港路巨大交通流量，僅封閉三分之一車道施工。2010年10月東海橋改建工程完工，成為鋼構三跨橋樑。